# Revenge (Pink)
Revenge is een nummer van de Amerikaanse zangeres Pink uit 2017, met een bijdrage van de Amerikaanse rapper Eminem. Het is de tweede single van Beautiful Trauma, waarvan het als promotiesingle verscheen.
"Revenge" gaat over bedrog van je partner, en wraak willen nemen. De samenwerking kwam volgens Pink na een "liefdesbrief" waarin ze hem een "tekstueel genie" noemde, en "heel veel wijn". Eminem antwoordde met een simpele "OK" op Pinks liefdesbrief, en stuurde haar vervolgens zijn bijdrage vanuit Rio de Janeiro. Met dit nummer was het de derde keer dat Pink en Eminem samenwerkten, na de albumtracks Won't Back Down (2010) en Here Comes the Weekend (2012). "Revenge" flopte in Amerika, maar werd in een aantal Europese landen wel een kleine hit. In de Nederlandse Top 40 kwam het tot een bescheiden 24e positie, terwijl in Vlaanderen enkel de Tipparade werd gehaald.

## Tracklijst
Muziekdownload
1. "Revenge" - 3:46